# Лужки (ландшафтний заказник)
Лужки́ — ландшафтний заказник загальнодержавного значення в Україні. Розташований у Вижницькому районі Чернівецької області, на схід від села Товарниця, у верхів'ях річки Виженки. 
Площа 964 га, створений 1984 року на території Вижницького лісництва. 
Охороняються типовий для Покутсько-Буковинських Карпат гірський ландшафт з мальовничими скельними утвореннями. Рослинний покрив представлений ялицево-буковими лісами віком до 180 років. У травостої трапляються рідкісні види, занесені до Червоної книги України: арніка гірська, білоцвіт весняний, а також гніздівка звичайна, крокус Гейфеля, лілія лісова, любка дволиста, підсніжник звичайний, пізньоцвіт осінній, траунштейнера куляста, зозулинець пурпуровий, зозулинець салеповий. 
Тваринний світ характерний для Карпат. 
Заказник «Лужки» 1995 року ввійшов до складу Вижницького державного спеціалізованого лісогосподарського підприємства АПК і нині належить до природного національного парку «Вижницький».